# Porta del Soccorso
Porta Prima o Porta del Soccorso era una delle porte cittadine della prima cinta muraria di Cesena.

## Storia
Della prima cinta muraria di epoca medievale a difesa della città e nota come "Murata" si ha notizia dalla descrizione data nel 1371 dal Cardinal Anglico il quale riferisce che: "Ancora nella detta città di Cesena vi è una parte chiamata Murata posta sulla parte alta del Monte, circondata da un alto muro, nella quale si trovano due grandi palazzi uno vecchio e l'altro nuovo che fece costruire il signore di Santa Sabina", cioè il cardinale Egidio Albornoz. La descrizione continua citando l'esistenza di tre porte: "nella Murata vi sono tre porte con sentinella a difesa: (...) la terza porta si trova vicino al luogo degli Eremitani di S.Agostino (…)" e venne detta "del Soccorso" ed era ubicata all'inizio di via Fattiboni e verrà abbattuta nel XVIII secolo. Secondo alcune fonti, nel 1384 la porta sarebbe stata distrutta da un'inondazione mentre altre parlano del XVIII secolo. Il nome è legato al fatto che la prima rocca a difesa della città, che venne poi distrutta dopo il Massacro dei Bretoni, era dotata di un ingresso indipendente da cui far entrare rinforzi in caso di assedio (anche l'ingresso sud della seconda rocca è noto come "Porta del Soccorso").